# Henry Herbert Donaldson
Pour les articles homonymes, voir Donaldson.
Henry Herbert Donaldson, né le 12 mai 1857 à Yonkers dans l'État de New York, décédé le 23 janvier 1938 à Philadelphie, fut un neuroscientifique américain.

## Biographie
Fils d'un banquier, John J. Donaldson et de Louisa Goddard née McGowan, manifestant assez tôt des aptitudes pour les sciences, il fait ses études à l'université Yale où il obtient son Bachelor of Arts en 1879. Il entre en 1881 à l’école de médecine et de chirurgie (le College of Physician and Surgeons) de Columbia. Puis n'ayant pas terminé ses études de médecine il obtient cependant un poste à l'institut de biologie à l’université Johns-Hopkins de Baltimore (1883-1884). Après l'obtention de son Ph. D. en 1885 à l’université Johns-Hopkins, il étudia la neuroanatomie en Europe, notamment auprès d'Auguste Forel.
De retour aux États-Unis, il travaille comme professeur associé de psychologie à Baltimore (1887-1888), puis comme professeur de neurologie à l’université Clark (1889-1892), professeur et directeur du département de neurologie de l’université de Chicago (1892-1898), avant de rejoindre, l'institut Wistar de Philadelphie où il exerce en tant que professeur de neurologie et directeur de recherche (à partir de 1906). Il se marie avec Emma Brace, le 6 avril 1907.
Il est connu pour avoir contribué à créer le premier élevage de rats albinos utilisés en tant qu'organisme modèle, créant ainsi la célèbre lignée de rats Wistar après de multiples sélections.

## Liste partielle des publications
- 1905 : The growth of the brain; a study of the nervous system in relation to education — exemplaire numérique disponible sur Internet Archive.
- 1915 : The rat; reference tables and data for the albino rat (Mus norvegicus albinus) and the Norway rat (Mus norvegicus) (Philadelphie) — exemplaire numérique disponible sur Internet Archive.

## Sources
- Norrsell U, Finger S, Lajonchere C. Cutaneous sensory spots and the "law of specific nerve energies": history and development of ideas. Brain Res Bull 1999; 48: 457-65. (article disponible au format [PDF])
- Allen G. Debus (dir.) (1968). World Who’s Who in Science. A Biographical Dictionary of Notable Scientists from Antiquity to the Present. Marquis-Who’s Who (Chicago) : xvi + 1855 p.